# 나카우오누마군

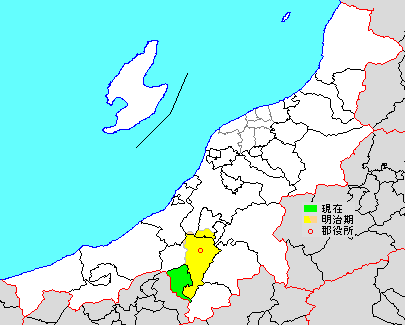
나카우오누마군의 위치

나카우오누마군(일본어: 中魚沼郡, なかうおぬまぐん)은 일본 니가타현의 군이다.
인구 8,115명, 면적 170.21km², 인구밀도 47.7명/km².(2025년 3월 1일, 추계인구)
이하 1정으로 구성된다.
- 쓰난정(津南町)

## 군역
1879년 행정 구역으로 발족 당시의 군역은 위의 1정 외에 아래 구역에 해당한다.
- 도카마치시의 일부
- 오지야시의 일부
- 나가오카시의 일부

## 역사
- 1879년 4월 9일 - 군구정촌 편제법이 니가타현에서 시행되면서 우오누마군 중 78촌으로 나카우오누마군이 설치되었다. 군청은 도카마치촌에 위치한다.
- 1889년 4월 1일 - 정촌제 시행으로 아래의 정촌이 발족. 따로 표기한 경우 외에는 도카마치시.(35촌)

- 도카마치촌(十日町村)
- 나카조촌(中条村)
- 신자촌(新座村)
- 오이다촌(大井田村)
- 미요시촌(三好村)
- 시모구미촌(下組村)
- 히가시시모구미촌(東下組村)
- 이와사와촌(岩沢村): 현 오지야시
- 맛토촌(真人村): 현 오지야시
- 다치바나촌(橘村)
- 센다촌(仙田村)
- 우에노촌(上野村)
- 나카노촌(中野村)
- 센주마치촌(千手町村)
- 요시다촌(吉田村)
- 아부시마촌(鎧島村)
- 사나다촌(真田村)
- 가이노촌(貝野村)
- 산카촌(三箇村): 현 쓰난정
- 도마루촌(外丸村): 현 쓰난정
- 데라다촌(寺田村): 현 쓰난정
- 미야노하라촌(宮野原村): 현 쓰난정
- 가미고촌(上郷村): 현 쓰난정
- 아카사키촌(赤崎村): 현 쓰난정
- 야치촌(谷内村): 현 쓰난정
- 아키나리촌(秋成村): 현 쓰난정
- 나카후카미촌(中深見村): 현 쓰난정
- 시모후나토촌(下船渡村): 현 쓰난정
- 구라마타촌(倉俣村)
- 다자와촌(田沢村)
- 바바촌(馬場村)
- 이마이즈미촌(今泉村)
- 롯카촌(六箇村)
- 가와지촌(川治村)
- 가와치촌(河内村)

- 1897년 9월 24일 - 도카마치촌이 정제 시행과 개칭으로 도카정(十日町)이 됨.(1정 34촌)
- 1900년 6월 22일 - 시모구미촌·미요시촌이 합병하여 게조촌(下条村)이 됨.(1정 33촌)
- 1901년 11월 1일 - 아래의 정촌이 신설합병을 통해 통합됨.(1정 24촌)

- 나카조촌 ← 나카조촌, 오이다촌, 신자촌
- 가와지촌 ← 가와지촌, 가와치촌
- 게조촌 ← 게조촌, 히가시시모구미촌
- 도마루촌 ← 도마루촌, 산카촌
- 가미고촌 ← 가미고촌, 데라다촌, 미야노하라촌
- 아시가사키촌(芦ヶ崎村) ← 아카사키촌, 야치촌
- 미즈사와촌(水沢村) ← 바바촌, 이마이즈미촌

- 1902년 4월 1일 - 요시다촌·아부시마촌·사나다촌이 합병하여, 새로이 요시다촌이 됨.(1정 22촌)
- 1922년 11월 1일 - 센주마치촌·나카노촌이 합병하여 센주촌(千手村)이 발족.(1정 21촌)
- 1934년 8월 1일 - 센주촌이 정제 시행으로 센주정(千手町)이 됨.(2정 20촌)
- 1952년 7월 1일 - 센다촌의 일부를 가리와군 가미오구니촌에 편입.
- 1954년
  - 3월 31일 - 도카정·나카조촌·가와지촌·롯카촌이 합병하여 도카마치시(十日町市)이 발족, 군에서 이탈.(1정 17촌)
  - 12월 1일 - 요시다촌이 도카이치시에 편입.(1정 16촌)
- 1955년
  - 1월 1일
    - 시모후나토촌·도마루촌·가미고촌·아시가사키촌·아키나리촌·나카후카미촌이 합병하여 쓰난정(津南町)이 됨.(2정 10촌)
    - 이와사와촌·맛토촌이 오지야시에 편입.(2정 8촌)

  - 2월 1일 - 게조촌이 도카이치시에 편입.(2정 7촌)
  - 3월 31일 - 다자와촌·구라마타촌이 합병하여 나카사토촌(中里村)이 됨.(2정 6촌)
- 1956년
  - 9월 1일 - 센다촌·센주정·다치바나촌·우에노촌이 합병하여 가와니시정(川西町)이 됨.(2정 3촌)
  - 9월 30일 - 가이노촌이 나카사토촌·미즈사와촌에 분할편입.(2정 2촌)
- 1962년 4월 1일 - 미즈사와촌이 도카이치시에 편입.(2정 1촌)
- 1967년 4월 1일 - 가와니시정의 일부가 히가시쿠비키군 마쓰다이정에 편입.
- 2005년 4월 1일 - 가와니시정·나카사토촌이 도카이치시 및 히가시쿠비키군 마쓰다이정·마쓰노야마정과 합병하여, 새로이 도카이치시가 됨.(1정)